# Maiorem hac dilectionem
Maiorem hac dilectionem (latin pour « [Il n'est pas] de plus grand amour ») est une lettre apostolique sous forme de motu proprio publiée le 11 juillet 2017 par le pape François. Elle introduit l'« offrande de la vie » parmi les cas d'espèce dans la procédure de béatification et de canonisation. Elle concerne les chrétiens qui « ont offert volontairement et librement leur vie pour les autres et ont persévéré dans cette intention jusqu’à la mort ». 

## Histoire
Le 11 juillet 2017, le pape François introduit l'offrande de la vie parmi les cas d'espèce dans la procédure de béatification et de canonisation. À sa demande, la Congrégation pour les causes des saints s'était réunie en session plénière autour de cette question le 27 septembre 2016 et y avait répondu favorablement.
Le motu proprio tire son titre de paroles de Jésus rapportées dans l'évangile selon saint Jean : « il n’y a pas de plus grand amour que de donner sa vie pour ceux qu’on aime » (Jn 15,13). En liminaire, le pape relève qu'« ils sont dignes d’une considération et d’un honneur particuliers, ces chrétiens qui, suivant de plus près les pas et les enseignements du Seigneur Jésus, ont offert volontairement et librement leur vie pour les autres et ont persévéré dans cette intention jusqu’à la mort. [...] il est certain que l’offrande héroïque de sa vie, suggérée et soutenue par la charité, exprime une imitation véritable, pleine et exemplaire du Christ et c’est pourquoi elle mérite cette admiration que la communauté des fidèles a l’habitude de réserver à ceux qui ont volontairement accepté le martyre du sang ou ont exercé les vertus chrétiennes à un niveau héroïque ». 
En conclusion du document, le pape demande que « tout ce qui a été statué dans le motu proprio soit observé en toutes ses parties, en dépit de toute chose contraire, même digne d’une mention particulière ». Il entre en vigueur le jour-même. 

## Critères
Afin d’être considéré comme probant pour la béatification d'un serviteur de Dieu, l'offrande de la vie doit répondre à plusieurs critères, :
- offrande libre et volontaire de la vie et acceptation héroïque propter caritatem d’une mort certaine et à court terme ;
- lien entre l’offrande de la vie et la mort prématurée ;
- exercice, au moins de manière ordinaire, des vertus chrétiennes avant l’offrande de la vie et, ensuite, jusqu’à la mort ;
- existence de la réputation de sainteté et de signes, au moins après la mort ;
- nécessité du miracle pour la béatification, survenu après la mort du serviteur de Dieu et par son intercession.

## Modalités
Sous conditions de ces critères, le postulateur d'une cause en béatification pourra invoquer la reconnaissance de l’offrande de la vie, au même titre que sont actuellement possibles la reconnaissance de l’héroïcité des vertus ou la reconnaissance du martyre. D'après Aleteia, Chiara Corbella-Petrillo pourrait être la première personne béatifiée pour l'« offrande de sa vie ».